# یواس‌اس استوت (دی‌دی‌جی-۵۵)
یواس‌اس استوت (دی‌دی‌جی-۵۵) (به انگلیسی: USS Stout (DDG-55)) یک کشتی است که طول آن ۵۰۵ فوت (۱۵۴ متر) می‌باشد. این کشتی در سال ۱۹۹۲ ساخته شد.